# Magda Mofatto
Magda Mofatto Hon (Limeira, SP, 26 de outubro de 1948) é uma empresária e política brasileira, filiada ao Partido Renovação Democrática (PRD). É deputada federal por Goiás.

## Biografia
Foi eleita deputada federal em 2014, para a 55.ª legislatura (2015-2019), pelo Partido da República. Votou a favor do Processo de impeachment de Dilma Rousseff. Posteriormente, já no Governo Michel Temer, foi favorável à PEC do Teto dos Gastos Públicos. Em abril de 2017 votou a favor da Reforma Trabalhista. Em agosto de 2017 votou contra o processo em que se pedia abertura de investigação do então Presidente Michel Temer, ajudando a arquivar a denúncia do Ministério Público Federal.
Se filiou ao Patriota em 2023, após não recuperar o comando do PL em Goiás.

#### Relatoria do Caso Daniel Silveira
Ela foi escolhida para ser a relatora da prisão cautelar do deputado Daniel Silveira, sua nomeação foi uma reviravolta da decisão inicial que havia sido colocar Carlos Sampaio, promotor licenciado e tucano ligado a João Doria, como relator. Em seu relatório ela manteve a prisão do parlamentar.